# فيلما لي كوبر
فيلما لي كوبر (بالإنجليزية: Wilma Lee Cooper) هي مغنية وكاتبة غنائية أمريكية، ولدت في 7 فبراير 1921، وتوفيت في 13 سبتمبر 2011.

## وصلات خارجية
- مقالات تستعمل روابط فنية بلا صلة مع ويكي بيانات